# توران شاه بن أيوب
توران شاه بن أيوب  هو أخو صلاح الدين الأيوبي ومؤسس الدولة الأيوبية باليمن. دخل اليمن عام (569 هـ - 1173م) فأزاح بني حاتم من صنعاء، وبني زريع من عدن، وبني مهدي من زبيد، حتى أضحت اليمن خاضعة لحكمه.
حكم ثمان سنوات حتى مات عام 577 هـ وخلفه أخوه سيف الإسلام طغتكين.